# سراقة بن مالک مدلجی
سراقه بن مالک بن جعشم کنانی مدلجی از اشراف کنانه بود.
پس از واقعه لیلة المبیت، مشرکان پس از هجرت محمد برای یافتن او جایزه تعیین کردند. سراقه به تعقیب آنها رفت. پس از آن که ایشان را یافت، اسب سراقه رم کرد و او را به زمین زد. سراقه به محمد گفت: غلام و شتر من در اختیار شما باشد و در انجام هرگونه امری حاضرم. محمد گفت: مرا نیازی به تو نیست. برگرد و دیگران را از تعقیب ما منصرف کن؛ و به قولی، سراقه به جویندگان دیگر می‌گفت: در این مسیر اثری از محمّد نیست.

## جنگ بدر
در تفسیر المیزان ذیل آیات مربوط به جنگ بدر آمده‌است که در جنگ، در میان لشکر مشرکان مکه، حارث بن هشام دست سراقه را گرفته بود، وقتی سراقه می‌خواست فرار کند حارث گفت: سراقه کجا می‌روی؟ می‌خواهی ما را در این حالت تنها بگذاری؟ گفت: من می‌بینم آنچه را که شما نمی‌بینید. گفت: به خدا قسم ما جز عذره‌هایی از مدینه چیزی نمی‌بینیم. سراقه به سینه حارث زد و خود را رها کرد و گریخت، و به دنبالش لشکر کفار شکست خورد. بعد از آنکه لشکر به مکه برگشت همه گفتند سراقه لشکر ما را شکست داد، این به گوش سراقه رسید، گفت به خدا قسم که من اصلاً از رفتن شما به جنگ اطلاع نداشتم، تا اینکه از فرار کردن شما مطلع شدم. گفتند: تو در فلان روز نزد ما آمدی. قسم خورد که چنین چیزی نیست، وقتی مسلمان شدند فهمیدند که در آن روز شیطان بود که به صورت سراقه مجسم شده‌است. سپس مؤلف المیزان می‌افزاید که این روایت به طرق متعدد در روایات آمده‌است.